# Johann Christoph Schmidt
Johann Christoph Schmidt (Hohnstein, 6 agosto 1664 – Dresda, 13 aprile 1728) è stato un compositore e direttore d'orchestra tedesco.

## Biografia
Era il terzo figlio di Johann Christian a Maria Magdalena Schmidt. Suo padre, insegnante e organista del luogo, anche lui  sotto Heinrich Schütz, probabilmente gli diede le sue prime lezioni di musica e nel 1674 lo inviò al Gymnasium zum Heiligen Kreuz di Dresda. Il ragazzo si trasferì alla corte di Dresda due anni dopo e da allora in poi prestò servizio come cantante e strumentista di Giovanni Giorgio II. Probabilmente durante la sua pausa dal canto (1681-1683) Schmidt andò al liceo Zittau e divenne un allievo di Christian Weise. Nell'estate del 1683 si iscrisse all'Università di Lipsia e tornò a Dresda nel 1687, divenendo insegnante dei ragazzi dell'orchestra.
Dopo essere diventato il secondo organista di corte, nel 1692, e aver studiato in Italia (probabilmente dal 1693 al 1695), compose Theatralisches Musenfest, opéra-balletto nella primavera del 1696, creando una delle prime opere tedesche di questo genere. Sei settimane dopo, Augusto il Forte lo nominò vice-direttore e nell'agosto del 1697 direttore della cappella della corte protestante. Nel corso dell'incoronazione del suo sovrano a re di Polonia (autunno 1697) Schmidt divenne direttore della cappella elettorale reale sassone. Prestò servizio a Varsavia e Dresda, compose numerosi spettacoli teatrali, balletti d'opera francesi e suite. Nel 1717 gli fu dato il titolo di Älterer Kapellmeister perché lavorava assieme a Johann David Heinichen, che era venuto a Dresda da Venezia, come secondo Kapellmeister.
Sotto la direzione di Schmidt, la Cappella di corte divenne un'orchestra riconosciuta a livello nazionale in Europa. Tra i suoi direttori vi furono  Jean-Baptiste Volumier, Johann Georg Pisendel, Francesco Maria Veracini, Christian Petzold, Pantaleon Hebenstreit, Silvius Leopold Weiss, Jan Dismas Zelenka, Pierre-Gabriel Buffardin e Johann Christian Richter. Tra gli allievi di Schmidt vi furono compositori come Christoph Gottlieb Schröter e Carl Heinrich Graun.
Suo fratello Johann Wolfgang Schmidt (20 novembre 1677 a Hohnstein - 5 aprile 1744 a Dresda) era copista alla corte di Dresda e dal 1709 anche organista.

## Opere
Schmidt compose quattro suite, alcune messe, cantate e mottetti e varie opere teatrali, come l'opera-balletto Les quatre Saisons (Le quattro stagioni) o il divertimento teatrale Latona a Delo. La partitura del mottetto Auf Gott hoffe ich fu copiata da Johann Sebastian Bach.
- Auf Gott hoffe ich (cantata)
- Benum est confiteri Domino (mottetto)
- Gott, du bleibest doch mein Gott (cantata)
- Labe mich durch deines Mundes Kuss (cantata)
- Latona in Delo (divertimento teatrale)
- Fastnachtslust (Opera-ballet), 1697 [2]
- Musenfest (Opera Ballet), 1696
- Les quatre saisons (Opera Ballet)
- Lobe den Herm meine Seele (cantata)
- Mein Herz ist bereit (cantata)
- Schwing dich auf zu deinen Gott (cantata)
- Sie ist fest gegründet auf den heiligen Bergen
- Wo ist solch ein Gott wie du bist (mottetto)
- Zion spricht, der Herr hat mich verlassen (Cantata)
- 4 suite orchestrali